# Winkler (Manitoba)
Winkler ist eine Kleinstadt in der kanadischen Provinz Manitoba. Im Gegensatz zu anderen Kleinstädten Manitobas mit stagnierendem Bevölkerungsstand profitiert Winkler von einem Zuzug von Bewohnern. So stieg die Einwohnerzahl von 2006 bis zur letzten Zählung im Jahr 2011 um 17,2 Prozent auf über zehntausend Einwohner. Die Kommune um Winkler herum, die Rural Municipality of Stanley, war 2012 die kanadische Gemeinde mit dem jüngsten Bevölkerungsdurchschnitt. Wegen eines offensiven Einwanderungsprogramms kamen seit ca. dem Jahr 2000 viele russlanddeutsche sowie auch deutsche Einwanderer aus Deutschland, Kasachstan und der Ukraine nach Winkler.
Das Erfolgsmodell dieses Wachstums geht auf eine Lockerung der Einwanderungsbedingungen Kanadas zurück, die von den einzelnen Provinzen individuell gestaltet werden konnten. Von diesem Spielraum ließ sich die Winkler Bürgerin Adele Dyck inspirieren, den Einwanderungsservice Star 7 zu gründen, der zum Vorbild für mehrere private Einwanderungsfirmen in Manitoba, allen voran den Eastman Immigrant Service in der benachbarten und mit Winkler konkurrierenden Stadt Steinbach, wurde.

## Geschichte
Im Jahr 1874 ließen sich die ersten russlanddeutschen Mennoniten in der Gegend nieder. 1892 wurde Winkler offiziell von Valentine Winkler gegründet, einem Holzhändler und Politiker, welcher sein Holzgeschäft im nahe liegenden Morden betrieb.
Winkler erhielt den Status einer Ortschaft am 9. Mai 1906. In dieser Zeit blühte die Ortschaft mit ihren deutschen, jüdischen und englischen Händlern auf. Kurze Zeit später ließen sich auch die Mennoniten in der Stadt nieder. Während der 1930er Jahre verließen eine große Anzahl der deutschen und jüdischen Händler die Ortschaft. Nach dem Zweiten Weltkrieg jedoch stieg die Einwohnerzahl wieder an, und die Ortschaft erhielt am 7. April 1954 den Stadtstatus.
Im Sommer 2006 feierte die Stadt ihr hundertjähriges Bestehen.

## Wirtschaft
In der größten Siedlung im Pembina-Tal sind die wichtigsten Wirtschaftszweige Handel, Landwirtschaft und Industrie.

## Söhne und Töchter der Stadt
- Eric Fehr (* 1985), Eishockeyspieler
- Dustin Penner (* 1982), Eishockeyspieler